# تونچی گابریچ
تونچی گابریچ (کرواتی: Tonči Gabrić؛ زادهٔ ۱۱ نوامبر ۱۹۶۱ – درگذشتهٔ ۲۸ اکتبر ۲۰۲۴) بازیکن فوتبال و دروازه‌بان اهل کرواسی بود.

## باشگاهی
از باشگاه‌هایی که وی در آنها بازی کرده‌است، می‌توان به هایدوک اسپلیت، رییکا و باشگاه فوتبال پائوک اشاره کرد.

## ملی
وی همچنین در تیم ملی فوتبال کرواسی بازی کرده است.

## مرگ
گابریچ در ۲۸ اکتبر ۲۰۲۴، در سن ۶۲ سالگی در اسپلیت درگذشت.